# Mohed Altrad
Mohed Altrad (* 1948 nebo 1951) je francouzský podnikatel syrského původu. V roce 2015 se stal Světovým podnikatelem roku.

## Život
Jeho matka pocházela z syrského beduínského kmene. Jeho otec byl náčelníkem kmenu. Její manžel ji znásilnil a ona při porodu zemřela. Jeho datum narození není známé, narodil se pravděpodobně mezi lety 1948 a 1952. V pasu má uvedený rok 1951. Vychovávala ho babička, která mu zakazovala chodit do školy, kterou pokládala za ztrátu času. Učitel mu však dovolil školu navštěvovat. Altrad patřil mezi nejlepší žáky, ujal se ho místní bezdětný pár, poté pokračoval ve studiu v syrském městě Rakka. Získal stipendium na studium ve Francii, kam přišel v 17 letech bez znalosti francouzštiny. Na Univerzitě v Montpellier vystudoval informatiku, studium ukončil ziskem titulu Ph.D.
Získal francouzské občanství a následujících 15 let pracoval v řadě firem. Pracoval pro Abu Dhabi National Oil Company, ale neměl zač utrácet peníze, proto je šetřil, čímž získal kapitál pro své budoucí podnikání. Poté založil IT firmu, která vyráběla přenosné počítače, jejím prodejem získal další finance, které použil na podíl v lešenářské firmě. Spolu se svým anglickým partnerem koupil v roce 1985 krachujícího výrobce lešení. Firmu pojmenoval po sobě – Groupe Altrad. Ve společnosti vykonává funkci generálního ředitele. Firma sídlí v Montpellier a vyrábí stavební stroje a nářadí. V roce 2014 měla 110 dceřiných společností, zaměstnávala přes sedm tisíc osob, roční tržby dosahovaly téměř jedné miliardy dolarů.
Altrad je prezidentem ragbyového klubu Montpellier Hérault Rugby Club. Také se věnuje charitě, přispívá Lékařům bez hranic a francouzské pobočce Ligy proti rakovině.
Byl mu udělen Řád čestné legie, roku 2015 jej povýšili do hodnosti důstojníka.
Napsal částečně autobiografický román Badawi.